# Sanremo Giovani 2018
Sanremo Giovani 2018 est la douzième édition de Sanremo Giovani, se déroulant du 17 au 21 décembre 2018. L'événement, retransmis en direct sur Rai 1 et Rai Radio 2 et présenté par Pippo Baudo et Fabio Rovazzi, réunit vingt-quatre artistes émergents italiens pendant deux jours. Aux deux soirées finales s'ajoutent également, du 17 au 20 décembre, quatre émissions quotidiennes de présentation des artistes et chansons, présentées par Luca Barbarossa et Andrea Perroni, intitulées Ecco Sanremo Giovani.
En juillet 2018 il est annoncé que la section Nuove Proposte du Festival de Sanremo est abandonnée. L'émission Sanremo Giovani la remplace alors. Sanremo Giovani n'est alors plus une sélection pour la section Nuove Proposte, désormais inexistante. Cependant, chaque soir parmi les douze artistes participants un chanteur se qualifie dans la — désormais unique — compétition du Festival de Sanremo 2019.
De plus, lors de chaque soirée, en plus du chanteur choisi, onze des participants du Festival de Sanremo 2019 seront annoncés.

## Participants
Six des participants ont été sélectionnés via l'édition 2018 de Area Sanremo.
| Artiste         | Chanson                | Auteur(s)                                                       |
| --------------- | ---------------------- | --------------------------------------------------------------- |
| Andrea Biagioni | Alba piena             | D. Ragghianti, A. Biagioni, G. Dottori                          |
| Angelucci       | L'uomo che verrà       | M. Centonze, D. Pes                                             |
| Cannella        | Nei miei ricordi       | E. Fiore, M. Nesi, A. Manusso                                   |
| Cordio          | La nostra vita         | P. Cordio, E. Meta, S. Pavia                                    |
| Deschema        | Cristallo              | M. Manetti, M. Caretto, M. Abete                                |
| Diego Conti     | 3 gradi                | D. Conti, M. Schietroma                                         |
| Einar           | Centomila volte        | T. Maiello, E. Palmosi, I. Bentivoglio                          |
| Federica Abbate | Finalmente             | F. Abbate, Cheope, D. Petrella, Takagi, Ketra                   |
| Fedrix & Flaw   | L'impresa              | F. Marra                                                        |
| Fosco17         | Dicembre               | L. Jacobini, M. Zocca                                           |
| Francesca Miola | Amarsi non serve       | M. Rettani, Zibba, S. Paviani                                   |
| Giulia Mutti    | Almeno tre             | G. Mutti                                                        |
| La Rua          | Alla mia età si vola   | D. Incicco, D. Faini, A. Raina                                  |
| La Zero         | Nina è brava           | M. Zero, L. Angelosanti, G. Facchini, F. Morettini, E. Palmieri |
| Le Ore          | La mia felpa è come me | F. Facchinetti, M. Ieva                                         |
| Mahmood         | Gioventù bruciata      | A. Mahmood, S. Ceri                                             |
| Marte Marasco   | Nella mia testa        | A. Bonomo, L. Chiaravalli                                       |
| Mescalina       | Chiamami amore adesso  | L. Sica, G. Sannino                                             |
| Nyvinne         | Io ti penso            | Nyvinne, A. Flora, F. Cogliati                                  |
| Ros             | Incendio               | C. Giannelli, K. Rossetti, L. Peruzzi                           |
| Saita           | Niwrad                 | M. Leali, R. Saita, B. Baftiu, D. Kraniqi, B. Sonetto           |
| Sisma           | Slow motion            | D. De Santo, A. Caccavale                                       |
| Symo            | Paura di amare         | S. Barbui, A. Pesce, C. De Fabritiis                            |
| Wepro           | Stop/Replay            | Wepro, M. Mantovani, A. Manzo                                   |

## Ecco Sanremo Giovani
Du 17 au 20 décembre 2018 sont diffusés des émissions d'une heure, présentées par Luca Barbarossa et Andrea Perroni, lors desquelles six artistes sont présentés et interprètent leur chanson.

### Premier épisode
| Ordre | Artiste         | Chanson          |
| ----- | --------------- | ---------------- |
| 1     | Symo            | Paura di amare   |
| 2     | Fedrix & Flaw   | L'impresa        |
| 3     | Andrea Biagioni | Alba piena       |
| 4     | Ros             | Incendio         |
| 5     | Einar           | Centomila volte  |
| 6     | Francesca Miola | Amarsi non serve |

### Deuxième épisode
| Ordre | Artiste         | Chanson               |
| ----- | --------------- | --------------------- |
| 1     | Cannella        | Nei miei ricordi      |
| 2     | Mescalina       | Chiamami amore adesso |
| 3     | Federica Abbate | Finalmente            |
| 4     | Fosco17         | Dicembre              |
| 5     | La Zero         | Nina è brava          |
| 6     | Sisma           | Slow motion           |

### Troisième épisode
| Ordre | Artiste       | Chanson                |
| ----- | ------------- | ---------------------- |
| 1     | Marte Marasco | Nella mia testa        |
| 2     | Deschema      | Cristallo              |
| 3     | Diego Conti   | 3 gradi                |
| 4     | Giulia Mutti  | Almeno tre             |
| 5     | Wepro         | Stop/Replay            |
| 6     | Le Ore        | La mia felpa è come me |

### Quatrième épisode
| Ordre | Artiste            | Chanson              |
| ----- | ------------------ | -------------------- |
| 1     | La Rua             | Alla mia età si vola |
| 2     | Cordio             | La nostra vita       |
| 3     | Nyvinne            | Io ti penso          |
| 4     | Roberto Saita      | Niwrad               |
| 5     | Federico Angelucci | L'uomo che verrà     |
| 6     | Mahmood            | Gioventù bruciata    |

## Soirées finales
Les soirées finales se déroulent les 20 et 21 décembre 2018. Elles sont présentées par Pippo Baudo et Fabio Rovazzi. Lors de chaque soirée, douze artistes se produisent et interprètent leur chanson. Le télévote et le vote du jury désigneront alors un d'entre eux comme participant du Festival de Sanremo 2019. De plus, les noms des vingt-deux autres artistes du Festival seront annoncés, au rythme de onze par soir.

### Première soirée
| Ordre | Artiste         | Chanson         | Place |
| ----- | --------------- | --------------- | ----- |
| 1     | Fosco17         | Dicembre        | 8     |
| 2     | Einar           | Centomila volte | 1     |
| 3     | Andrea Biagioni | Alba piena      | 4     |
| 4     | Symo            | Paura di amare  | 12    |
| 5     | Fedrix & Flaw   | L'impresa       | 10    |
| 6     | Ros             | Incendio        | 6     |
| 7     | Marte Marasco   | Nella mia testa | 7     |
| 8     | Wepro           | Stop/Replay     | 9     |
| 9     | Giulia Mutti    | Almeno tre      | 5     |
| 10    | Federica Abbate | Finalmente      | 2     |
| 11    | Diego Conti     | 3 gradi         | 11    |
| 12    | Deschema        | Cristallo       | 3     |

### Deuxième soirée
| Ordre | Artiste         | Chanson                | Place |
| ----- | --------------- | ---------------------- | ----- |
| 1     | Le Ore          | La mia felpa è come me | 11    |
| 2     | Francesca Miola | Amarsi non serve       | 9     |
| 3     | Mahmood         | Gioventù bruciata      | 1     |
| 4     | Angelucci       | L'uomo che verrà       | 7     |
| 5     | Sisma           | Slow motion            | 5     |
| 6     | La Rua          | Alla mia età si vola   | 2     |
| 7     | Nyvinne         | Io ti penso            | 3     |
| 8     | Cordio          | La nostra vita         | 4     |
| 9     | La Zero         | Nina è brava           | 8     |
| 10    | Cannella        | Nei miei ricordi       | 10    |
| 11    | Saita           | Niwrad                 | 12    |
| 12    | Mescalina       | Chiamami amore adesso  | 6     |

## Audiences
| Phase                | Date             | Télespectateurs | PDM    |
| -------------------- | ---------------- | --------------- | ------ |
| Ecco Sanremo Giovani | 17 décembre 2018 | 1 629 000       | 11,8 % |
| Ecco Sanremo Giovani | 18 décembre 2018 | 1 382 000       | 10,7 % |
| Ecco Sanremo Giovani | 19 décembre 2018 | 1 188 000       | 9,2 %  |
| Ecco Sanremo Giovani | 20 décembre 2018 | 1 244 000       | 9,9 %  |
| Moyenne              | Moyenne          | 1 361 000       | 10,4 % |
| Sanremo Giovani 2018 | 20 décembre 2018 | 2 428 000       | 13,1 % |
| Sanremo Giovani 2018 | 21 décembre 2018 | 2 046 000       | 11,5 % |
| Moyenne              | Moyenne          | 2 237 000       | 12,3 % |